# Radcliffe on Trent
Radcliffe on Trent est un grand village du district de Rushcliffe situé à l'est de Nottingham (Royaume-Uni).